# García Baylo
García Baylo (fl. 1463-1498) fue un organero y músico español, el primer maestro de canto conocido de la Catedral de Zaragoza.

## Vida
Baylo tuvo muchos títulos a lo largo de su carrera, «clérigo de la capilla del señor Rey», «chantre del Senyor Rey e capiscol de la Seu de Sant Salvador», «maestro de canto» de la catedral, «músico», «maestro de órganos» y «organero».
Las primeras noticias de García Baylo son de 1463 cuando es mencionado en un documento que da a mosén Juan Aznárez como maestro de capilla de la capilla real de música de la iglesia de San Martín del palacio de la Aljafería en Zaragoza. Donde parece que en ese momento era cantante en el coro.
El 4 de junio de 1466 se concede a Grarcia Baylo 146 sueldos y 8 dineros por sus trabajos para los entremeses del Corpus y los carros, que recibe de la administración del Común. Se especula que el Vexilla Regis de la Seo fuese compuesto por Baylo o por Pedro Piphan. De los cantorales de la época de los que se tiene noticia no se ha conservado ninguno. En 1469 aparece ya como «chantre del Senyor Rey e capiscol de la Seu de Sant Salvador».
En 1474 un documento indica que el arzobispo Dalmau Mur asigna los bienes dejados por el canónigo García de Civera, un notable organero del siglo XIV, a una capellanía «con obligación de dar trece cirios de a libra, cuando se canta la Vexilla, y decir tres Misas cada semana e ir en las procesiones, y Claustros.» El cabildo, aprovechando que la capellanía estaba vacante, se apresuró a nombrar a García Baylo «maestro de canto» de la Catedral. Es el primer maestro del que se tienen noticias en La Seo de Zaragoza, y por tanto, el primero de los maestros de la capilla de música.
Baylo también fue un importante organero como responsable del mantenimiento del órgano de La Seo, además de construir órganos para diversas iglesias. Se tienen noticias que en 1463 construyó el órgano de la capilla de Santa María de la Piedad del convento de San Agustín, en Zaragoza. Cinco años más tarde, en 1468, cuando ya era racionero y capiscol en La Seo, construyó dos órganos en Calatayud: el de la Colegiata de Santa María la Mayor y el de la iglesia de San Andrés, que realizó en conjunto con Juan de Prusia, también organero, debido a la extensión del encargo. En 1471 fue contratado de nuevo en Calatayud para realizar el órgano de la iglesia de Santa María de la Peña, gracias al buen trabajo anterior. Su reputación le permitió realiza encargos fuera de Aragón, en 1474 para la catedral de Tortosa y en 1479 para la iglesia de San Pedro en Burgui (Navarra).
En 1498 todavía percibía beneficios reales de la iglesia de San Martín, en el palacio real de la Aljafería. En 1498, enfermo, realizó su testamento y los estudiosos coloca la fecha de su fallecimiento en marzo de ese mismo año. En entre sus bienes se encontraba un órgano, que los albaceas vendieron a la iglesia de San Jaime en Montalbán (Teruel).